# Sandro Bondi
Sandro Bondi (n. 14 mai 1959, Fivizzano, Toscana, Italia) este un politician italian.